# Joshua W. Alexander
Joshua Willis Alexander (ur. 22 stycznia 1852 w Cincinnati, zm. 27 lutego 1936 w Gallatin) – amerykański polityk, członek Partii Demokratycznej, sekretarz handlu.

## Działalność polityczna
Od 1883 do 1887 zasiadał w stanowej Izbie Reprezentantów Missouri. W okresie od 4 marca 1907 do 15 grudnia 1919 przez siedem kadencji był przedstawicielem 3. okręgu wyborczego w stanie Missouri w Izbie Reprezentantów Stanów Zjednoczonych. Od 16 grudnia 1919 do 4 marca 1921 był sekretarzem handlu w gabinecie prezydenta Wilsona.